# 王堯日
王堯日（1502年—1553年），字明時，號復軒，河南開封府歸德州鹿邑縣人，民籍，明朝政治人物。

## 生平
嘉靖十三年（1534年）甲午科河南鄉試第九名。嘉靖十七年（1538年）戊戌科三甲二百六名進士。授廣平府推官，以忧去职，起补真定府推官。用法明允，多所平反。精于衡鉴，时吏部尚书梁夢龍应童子试，尧日一见，许为公辅之器。嘉靖二十二年（1543年）十二月擢刑科給事中，劾蓟辽总督兵部右侍郎宁陵人胡守中擅伐边木，自撤藩篱，胡被下刑部治死罪。二十三年八月揭发甲辰科會試舞弊案，二十四年冬給假归乡省亲，不久丁憂。二十五年李念任归德知府，次年委托王尧日编修《鹿邑县志》，年五十二卒。

## 家族
曾祖王智，大同左衛經歷；祖父王紀；父王淙，字朝漢，號西園，魯府典寶。母普氏；繼母羅氏。严侍下。兄堯春、堯年。弟堯時、堯臣、堯節。子王自修，嘉靖三十四年乙卯舉人。